# Места
 Тази статия е за реката.  За селото в България вижте Места (село).  За административната единица в Гърция вижте Места (дем).
Места (на гръцки: Νέστος, Нестос) е река в Южна България, област Благоевград и Северна Гърция, област Източна Македония и Тракия. Стари имена на реката, използвани през древността са Нестос, Несос и Местос. Образува се от сливането на реките Черна Места (лява съставяща) и Бела Места (дясна съставяща), на 941 m н.в., на 2,5 km североизточно от град Якоруда. Дължината на реката е 273 km, от които на българска територия 126 km, което ѝ отрежда 20-о място сред българските реки. След изграждането на големия язовир Черешовско езеро на гръцка територия дължината на реката се намалява на 246 km. Влива се чрез делта в Егейско море на територията на Гърция в огромен лиман, на няколко километра източно от курортното селище Керамоти. Реката отводнява югоизточните склонове на Рила, източните склонове на планините Пирин и Славянка, западните и югозападните склонове на Западните Родопи и северните и североизточните склонове на планините Боздаг и Чалдаг в Гърция.

## Географска характеристика

### Извор, течение, устие

#### Извори
Река Места се образува от сливането на реките Бела и Черна Места над град Якоруда. За условно начало е приет изворът на десния ѝ приток Бела Места на 2240 m надморска височина. Намира се над езерото Грънчар в Източна Рила и има координати 42°07′10″ с. ш. 23°35′10″ и. д. / 42.119444° с. ш. 23.586111° и. д. 42°07’10". Водите от извора и тези, изтичащи от езерото Грънчар се сливат в река Грънчарница, която преди да се влее в Бела Места приема няколко притока. Левите са малките рекички Ропалица, Янчовата река и Казанишката река (Джендемдере), а десен приток е Баненската река. Черна Места води началото си от 2620 m надморска височина и извира от Източна Рила под имената Раждавица и Софаница (Софандере).

#### Поречие
Преди сливането си реките Бела Места и Черна Места текат през дълбоки речни долини със стръмни брегове, като наклонът им постепенно намалява до 30‰ при град Якоруда. Склоновете на долините им са стръмни и скалисти с наклон около 30° – 40°. Дъната им са тесни, като на места се разширяват до 60 – 80 m. Коритата им са каменисти, а дъната – чакълесто-каменисти. При събирането на двете реки североизточно от град Якоруда долината на Места се разширява до 300 – 400 m, склоновете продължават да са стръмни, а коритото се разширява до 12 – 15 m. Водосборният басейн на реката попада изцяло в Екорегион № 7 „Източни Балкани“.
След сливането на притоците Черна Места и Бела Места, река Места има по-полегати брегове, по които расте предимно широколистна растителност и течението ѝ е с югозападно направление. При Якоруда напречният профил на реката е все още тесен и дълбок, а след града долината се разширява до около 600 m. Със спускането на юг растителността по бреговете ѝ става значително по-рядка, залесеността намалява, а към село Дагоново теренът вече е силно обезлесен. Склоновете се прорязват от голям брой дерета, които при устията си формират наносни конуси. Ширината на коритото достига 20 – 25 m, а дъното се променя в чакълесто-песъчливо, изпъстрено с множество заоблени камъни.
По-надолу, при вливането на река Беличка (Белишка) долината на Места се разширява до около 1500 m и посоката ѝ става югоизточна. В тази част от поречието надлъжният наклон на коритото на реката е около 9‰. След вливането в нея и на Бабешка река долината силно се стеснява, склоновете ѝ отново стават стръмни, залесени с храстовидна растителност, като само по околните била се издигат малки иглолистни гори. В района на село Елешница и град Добринище реката образува серия от красиви меандри.
След като приеме десния си приток Безбожка река, Места прорязва западния склон на родопския рид Дъбраш, където образува дългия, тесен и живописен пролом Момина клисура. Тук реката става тясна и дълбока, а наклонът на склоновете ѝ, обрасли със смес от иглолистни и нискостеблени гори, достига до 45°. Надлъжният ѝ наклон е 3 – 8‰ и постепенно намалява до 3‰ при вливането на Костена река. Дълбочината ѝ е около 0,8 m, като на някои места достига и до 1 m, а дъното запазва същия чакълесто-песъчлив характер.
След като излезе от пролома Места навлиза от север в Гоцеделчевската котловина, намираща се на 500 – 600 m н.в. Тук тя образува множество ръкави. Напречният профил на долината става трапецовиден, а склоновете ѝ – полегати с наклон от 10 – 15°. Долината се разширява до около 3 – 4 km, като реката тече в източната ѝ част на котловината и образува широки речни тераси. Дъното се променя и преминава в песъчливо-глинесто. Реката запазва този си характер до навлизането ѝ в гръцка територия.
На 2 km южно от село Годешево Места напуска пределите на България и през Хаджидимовския пролом навлиза в Гърция. Близо 100 km река Места продължава в югоизточна посока в дълбока, на места каньоновидна долина, слабо населена и гъсто залесена. Формира два дълбоки пролома – първият е между Родопите и планината Боздаг, а вторият – между планините Чалдаг и Руян. В първия пролом на реката са построени два последователни язовира: Черешовско езеро (най-големият в Гърция и един от най-големите в Европа) и Оленско езеро.

#### Устие
След гръцкото село Статмос (югозападно от Ксанти) реката навлиза в Беломорската низина. Влива се в Егейско море срещу остров Тасос, като образува обширна делта. Областта около делтата на реката носи името Коджа орман (Голямата гора). Това е един от най-големите региони с влажни гори в Гърция. В миналото по-голямата част от ръкавите на делтата е унищожена, като по тях са били направени прегради и реката е била принудена да се свие в един основен ръкав. Сега се правят опити за свързването на затрупаните в миналото ръкави към основното корито на реката.

### Водосборен басейн, граници, притоци
Водосборният басейн на река Места е част от Западнобеломорския район, обхващащ освен нейния басейн, и този на река Струма. Реката протича в югозападната част на България в район, признат като най-силната вододайна зона на страната. Места с нейния водосбор от 2767 km2 заема 20% от площта и 32,6% от оттока на този район. Спрямо общите показатели за България водосборният басейн на Места покрива 2,49% от площта и формира 6,5% от общия воден отток на страната. Данните говорят, че тази зона е един от богатите на водни ресурси райони на България. Водосборният басейн на реката попада изцяло в Екорегион № 7 „Източни Балкани“. Водосборният басейн на реката е с най-голяма средна надморска височина измежду реките в България. Средната ѝ надморска височина в българската част е 1318 m..

#### Вододелни граници на водосборния басейн
Вододелните граници на водосборния басейн на река Места са следните:
От западния край на бившата делта на реката вододелът се изкачва на север в планината Чалдаг до най-високия ѝ връх Мунчино (1298 m), слиза от нея на северозапад и продължава на запад по билото на планината Боздаг (2232 m). Южно от село Волак завива на север и южно от село Беслен, община Хаджидимово достига до българска територия. От там вододелът следи на запад българо-гръцката граница и през планината Стъргач достига до източната част на планината Славянка. След това границата на вододела завива на север, пресича Парилската седловина и проследява цялото главно било на Пирин на север-северозапад до седловината Предела. От седловината завива на североизток по билото на Югозападна Рила и достига до връх Черна поляна (2716 m) в Средния дял на Рила. В целия този описан участък водосборният басейн на Места граничи на югозапад, запад и северозапад с водосборния басейн на река Струма и по-конкретно с някои нейни леви притоци – Пиринска Бистрица, Санданска Бистрица, Влахинската река, Градевската река, Благоевградска Бистрица и Рилската река.
На север водосборният басейн на Места има къса граница с водосборния басейн на река Искър, като вододелът следи най-високата част на Рила от връх Карааланица до връх Налбант (2639 m) на изток и от там на север до връх Маришки Чал (2785 m).
От връх Маришки Чал започва границата с водосборния басейн на река Марица и с водосборните басейни на няколко нейни десни притоци – Ибър, Стара река, Крива река, Яденица, Чепинска река, Въча и Арда. Вододелът следи на изток до връх Белмекен (2627 m) най-високата част на Източна Рила. От върха границата рязко завива на юг, спуска се до Аврамовата седловина и от там продължава на югоизток по билото на Велийшко-Виденишкия дял на Западните Родопи до връх Виденица (1652 m). От върха вододелът завива на юг и след 3 km достига до българо-гръцката граница северозападно от село Буйново. Продължава на изток, а западно от Смолян – на югоизток, като следи държавната граница с Гърция по билата на Переликско-Преспанския дял и Ардинския дял на Западните Родопи и достига до връх Циганско градище (1827 m).
От връх Циганско градище вододелът се спуска на юг по склоновете на Родопите, преминава през най-високата част на планината Руян (част от Родопите) и достига до левите ръкави на бившата делта на Места. В този участък водосборният басейн на Места граничи с водосборния басейн на река Върба (Скечанска река), вливаща се директно в Бяло море (Егейско море).

#### Притоци
Притоците на река Места водят началото си от най-високите български планини – Рила, Пирин и Западните Родопи. Тя има около 30 по-големи и около 20 по-малки притоци, най-големият от които е река Доспат, която се влива в Места на гръцка територия. Основни притоци: → ляв приток, ← десен приток
- → Черна Места
- ← Бела Места
- ← Грамадна река
- → Конарска река
- ← Чесна
- ← Джебре
- → Гниле
- ← Якорудищница
- ← Белишка река
- → Бабешка река
- ← Изток
- ← Ръждавица
- → Златарица
- ← Добринишка река
- ← Безбожка река
- ← Осиковица (Лушинска река)
- → Ванчово дере
- → Садруле
- → Гостунско дере
- → Осеновско дере
- → Дубрачко дере
- ← Дръшандере (Безводица)
- → Граднишка река
- ← Ретиже
- → Раздолско дере
- ← Лъкинска река
- → Требеш
- ← Каменица
- ← Костена река
- → Колевица
- → Бялата река
- → Осиковска река
- ← Брезнишка река (Туфча)
- → Седишко дере
- → Янковско дере
- ← Сушица (Неврокопска река)
- → Канина
- ← Гулувишка река
- → Реката
- ← Топлица
- ← Лялево дере
- → Чавдардере
- ← Мътница
- ← Перишко дере
- → Бистрица
- ← Тепленско дере
- → Селския дол
- ← Бесленски дол
- ← Джамбазки дол
- ← Ракишко дере
- → Дупекдере
- → Скендере
- → Бабински дол
- → Дупелски дол (по границата с Гърция)
- ← Ахладомилиас (в Гърция)
- ← Милорема (в Гърция)
- → Доспат (най-голям приток, в България и Гърция)
- → Куру (в Гърция)
- → Памайр (в Гърция)
- → Муздем (в Гърция)

### Климат
Поречието на Места се характеризира с голямо климатично разнообразие – в горното ѝ течение климатът е умереноконтинентален, в средното – преходен, а в долното течение – средиземноморски.
- Температури – Температурният режим в района се обуславя главно от надморската височина, а голямата денивелация от извора до устието предполага и голямо температурно разнообразие. Долината на реката около град Гоце Делчев се характеризира с мека зима и средни температури около 0 °C за януари и 20 – 21 °C за юни. Котловините и долините по средното течение на реката и около Разлог имат по-студена зима. Средните температури за януари са минус 1 – 2 °C, а за юни – 16 – 20 °C. Зимата е най-продължителна във високите части от поречието на реката и трае от 5 до 7 месеца, в зависимост от надморската височина. При най-силните студове температурата тук не пада под -26 °C, а в най-големите горещини може да достигне до 30 – 35 °C.
- Валежи – Най-обилни сезонни валежи се наблюдават през зимата, като достигат най-високите си стойности през месец февруари. Средногодишното количество на валежите се покачва от 150 – 175 mm в долното течение на реката, минава през 600 – 650 mm в района на Разлог и достига до 1200 mm във високопланинските части от водосбора, попадащи в Рила и Пирин. Средногодишната стойност на валежите по поречието на Места е 534 mm. Снежната покривка е сравнително краткотрайна – 150 – 200 дни във високопланинските части и достига максимална дебелина над 100 – 150 cm.
- Ветрове – Особено характерен за Разложката долина и върховете около нея е фьонът, който духа с най-голяма сила през зимата. Топлите му въздушни струи разтопяват дебелите снегове по склоновете на Рила, което води до пролетното пълноводие на реката.[4]

## Почви
Преобладаващите почвени типове и в двата напоявани района са еднакви, въпреки разликите в надморска височина. Това са излужени канелени горски, алувиални и алувиално-ливадни, делувиални и делувиално-ливадни почви.

### Хидрология

#### Общи хидроложки показатели
Голямата надморска височина на водосборния басейн дава отражение върху гъстотата на речната мрежа във водосбора на Места, като 85% от реките в басейна имат гъстота над единица. Този хидрографски показател се изменя от 0,73 km/km2 Брезнишка река (Туфча) до 2,53 km/km2 (река Софан).
Средният наклон на реката е 14,72‰ и варира от 10,9‰ при река Доспат до 128‰ при река Лееве. Средният наклон на повече от 80% от притоците ѝ е над 40‰. Характерна за водосбора е и голямата стойност на коефициента на развитие на водоразделната линия, вариращ между 1,27 за река Вотрачка до 2,13 – за река Доспат.
Подчертано планинският характер на териториите, през които протича Места, предопределя сравнително ниската им заселеност и респективно висока водообезпеченост – 8633 m3/жител/годишно, при средна стойност за страната 2235 m3/жител/годишно.
По химичен състав и физични свойства подземните води в района са пресни, предимно хидрокарбонатно-калциеви с минерализация под 0,5 g/l и с подчертана ниска твърдост. Във високопланинските зони те са по-меки, с минерализация под 0,2 g/l и съдържат значителни количества натрий и сулфати. В карстовите води обикновено се забелязва повишено съдържание на карбонати и магнезий.
Езерата в басейна на Места са разположени главно по високите части на планините Рила и Пирин. В тези райони преобладават екологично чисти, студени и бистри подземни води.

#### Отток
Количеството на годишния обем на отточните води на река Места, която е сред най-водоносните в страната, се обуславя от:
- Води в хидрогеоложките и хидроложките структури, които се подхранват от Рила, Пирин и Западните Родопи.
- Води в карстови басейни и водоносни зони в кристалинни и пукнатинни масиви.
- Големите количества валежи във високите части на планините.

Формирането на оттока на река Места е основно дъждовен и дъждовно-снежен и е силно повлиян от дебелата снежна покривка по Рила и Пирин. Стръмните долини са причина за бързото оттичане на снежните и дъждовни води. Заради климатичното влияние на планините по водосбора на реката се различават два типа отточен режим – четири-фазов за горното течение и притоците там и двуфазов – за средното и долното ѝ течение. Оформят се и два минимума – зимен и летен. Водните количества при летния минимум обикновено са по-ниски от тези при зимния, а критичните периоди са през месеците август и септември. Обикновено маловодието на реката продължава от юли до ноември, но понякога зимното и лятно маловодие могат да се слеят. Такива случаи са наблюдавани през 1967 – 1968 г., 1969 – 1970 г. и от февруари 1990 до май 1991 г. През последното десетилетие периодите на маловодие се удължават.
В горното течение максимален отток на реката се отбелязва през месеците април, май и юни. В долното ѝ течение, поради влиянието на средиземноморския климат, се наблюдава и зимно пълноводие.
За периода от 1961 г. до 1998 г. се наблюдава нарастване на средногодишния отток по дължината на реката – в началото на река Черна Места е 1,462 m3/s, а при град Хаджидимово – 29,85 m3/s. Езерата във водосборния басейн на реката играят регулираща роля и затова коефициентът на вариация, особено при притоците от Рила и Пирин е нисък, а оттокът – стабилен. По-големи колебания се наблюдават при притоците от Западните Родопи. С най-ниски модули на оттока са реките Златарица и Матан дере, а с най-високи – реките Белишка и Вотрачка, които освен това показват и голяма вариация.

#### Минерални води
В разнообразни части от поречието на Места, в пукнатини и карстови райони, се формират и текат пресни води, а в зоните в дълбочина – минерални води с различна температура. Големи карстови извори се намират в Разложката котловина. По-важните от тях са Язо и Истока с дебит от 2105 до 940 l/s и Кьошкото – с дебит от 200 до 400 l/s. Водите им са с температура 7°-10 °C, а общата минерализация варира от 0,19 до 0,25 g/l. Средният дебит на всички извори в този район е 1850 l/s.
Мраморите в Северен Пирин са напукани и имат карстов характер в различни форми – понори, въртопи и пещери, в които се наблюдава ненапорен воден поток. Редица извори водят началото си от пръстеновиден карстов басейн в Южната част на планината. По-важните представители са групата извори Тополица с общ дебит 250 – 1500 l/s. Водите на трите най-големи извора тук излизат с температура 21 – 22 °C. Изворът Бистрец при с. Петрово е с минимален дебит 917 l/s, а дебитът на този при с. Брестница е 57 – 167 l/s. Температурата в по-малките извори е 13 – 19 °C. Общият дебит в района на Гоцеделчевския карст е 2000 l/s.

#### Качество на водите
По протежение на цялата река, в българската част от течението ѝ, спрямо различни показатели, окачествяващи водите, те попадат в I, II и III категория. По цялото течение на реката водата е с добри условия за напояване, а в някои части – и за развъждане на риба.
- Кислородно съдържание – В горното си течение, поради планинския характер на терена, кислородното съдържание на водите е високо и до вливането на река Изток в нея те са от I категория. От там до 65-ия километър съдържанието на кислород намалява и водите ѝ попадат във II категория. По-надолу, благодарение на добрата аерация, водите отново преминават към I категория до навлизането на реката в Гоцеделчевската котловина. До вливането на Неврокопска река водите са с добро качество и са подходящи за развъждане на риба. Неврокопска река оказва отрицателно влияние върху кислородното съдържание на водите и до границата с Гърция те отново спадат към II категория. Само в този участък условията в реката не са благоприятни за риборазвъждане.
- Органично съдържание – По показателя БПК5 (биологичното потребление на кислорода) водите на Места са в допустимите граници за развъждане на риба, въпреки че по протежение на реката те са от I, II и III категория. До град Якоруда съдържанието на органични вещества във водите ѝ е минимално и те попадат в I категория. След това, до вливането в нея на река Изток, БПК5 се променя и реката преминава към II категория. След устието на същата органичното съдържание се увеличава и водите на Места стават от III категория. По-надолу, след 75-ия километър, водите започват да се самопречистват и отново преминават към II категория, а след местността Момина кула, до град Гоце Делчев – и към I. Река Неврокопска и по този показател оказва отрицателно влияние и до границата водите на Места са отново II категория.
- Съдържание на нитратен азот (N-NO3) – До град Якоруда съдържанието на нитратен азот е ниско и водите са от I категория. След града до вливането на река Изток – от II, а оттам до 65-ия километър – от III. След това водите отново преминават към II категория, която се запазва до границата с Гърция. След град Якоруда по този показател водите са годни за напояване, но не и за риборазвъждане.
- Съдържание на амониев азот (N-NH4) и фосфати (PO4) – По показателите, отчитащи това съдържание, категоризацията на водите съвпада с тази за съдържание на нитратен азот.[9]

## Селища
Въпреки голямата си дължина, поради планинския терен, през който протича реката, населените места по нейното течение са малко на брой – 7 в България и 5 в Гърция. Особено характерно това явление се наблюдава на гръцка територия, където на протежение от близо 100 km има само 3 малки села.

### Селища в България
- Област Благоевград

- Община Якоруда – Якоруда, Юруково;
- Община Белица – Дагоново, Краище;
- Община Разлог – няма населени места;
- Община Банско – Места;
- Община Гоце Делчев – Господинци;
- Община Гърмен – няма населени места;
- Община Хаджидимово – Блатска;
- Община Сатовча – няма населени места.

### Селища в Гърция
- Област Източна Македония и Тракия

- дем Неврокоп – Странен (Перасма);
- дем Драма – няма населени места;
- дем Бук – Бук (Паранести);
- дем Ксанти – Кръстополе (Ставруполи);
- дем Топирос – Статмос;
- дем Места – Парадисос.

## Стопанско значение

### Напояване
Валежите през зимата и есента и топенето на снеговете осигуряват възможност за отглеждане на житни култури през пролетта и есента без допълнително напояване. За останалите култури, в нормални години, е необходимо допълнително напояване за увеличаване на добивите. Напояването на околните земеделски земи става основно от водите на реката и нейните притоци. Възможностите за увеличаване на поливните площи са изчерпани, поради ограниченията на околния релеф. Терените около реката са разделени на две напоителни зони, в които са съсредоточени главните напоителни системи:
- Първа зона – Обхваща главно Разложкото поле, разположено на около 900 m над морското равнище. В него се намират градовете Разлог и Банско, както и по-малките град Добринище и село Баня. Тук функционира напоителната система „Разлог“. Напояваните площи са обединени в три масива. Първият ползва водите на Бела река, за втория е изградено водохващане на Белишка река, а основният водоизточник за третия е река Места.
- Втора зона – Това е втората по големина обработваема площ по течението на Места. Попада по-ниско от Разложкото поле и заема терени на 600 m надморска височина. Започва от село Господинци и завършва при град Хаджидимово. Тук напояването се извършва от Напоителна система „Гоце Делчев“. За площите на десния бряг на Места водохващането е изградено на Брезнишка река, а за левия – на Места след вливането в нея на Брезнишка река[7].

### Енергодобив
Във водосборния басейн на реката са изградени язовирите „Доспат“ и „Широка поляна“, както и четири водноелектрически централи. ВЕЦ „Якоруда“ използва езерни води, ВЕЦ „Разлог“ преработва води от водохващането на р. Бяла и допълнително от мощен карстов извор, а ВЕЦ „Топлика“ е построен на напоителен канал. Част от водите във водосборния басейн се прехвърлят чрез канала „Грънчар“ към каскадите „Белмекен-Сестримо-Чаира“, „Доспат-Въча“ и „Баташкия водносилов път“. Теоретичният потенциал на реката, заедно с притоците ѝ е изчислен на 2600 MWh от повърхностния отток и 1540 MWh от речния отток. Приема се, че технически използваемият потенциал възлиза на 1588 MWh.

### Транспорт
Долината на реката представлява естествен коридор, който се е използвал от древността за лесно и бързо изграждане на пътища за превоз на хора и стоки. На българска територия по долината на реката преминават два второкласни пътя от държавната пътна мрежа:
- Между градовете Добринище и Хаджидимово, по десния бряг на реката, на протежение от 44,9 km преминава участък от второкласен път № 19 Симитли – Гоце Делчев – КПП „Илинден“.
- Между град Якоруда и жп спирка Ген. Ковачев, на протежение от 22,7 km преминава участък от второкласен път № 84 Звъничево – Велинград – Разлог.
- В същия участък, по десния бряг на реката преминава и трасето на теснолинейната жп линия Септември – Добринище.

### Проект за Хидрокомплекс „Места“
През втората половина на XX век България провежда политика на прехвърляне на води от басейна на Места (и в по-малка степен от този на Струма към басейна на Марица, така че те да се използват за производство на електроенергия и напояване и да се предотврати достигането им до Гърция. По този начин през 50-те и 60-те години започва изграждането на големите каскади „Белмекен-Сестримо-Чаира“, Баташки водносилов път и „Доспат-Въча“, които използват и води от басейна на Места.
През 70-те години започва подготовката за изграждане на Хидрокомплекс „Места“ – мащабно съоръжение, което трябва да отклони към басейна на Марица 900 млн. m³ вода годишно (около 90% от годишния отток на Места при Хаджидимово). Системата трябва да включва 5 язовира с общ обем 400 млн. m³, три електроцентрали с обща мощност 590 MW и две помпени станции с мощност 217 MW, събирателни деривации с дължина 235 km.
Строителните работи по проекта започват през 1983 година, но напредват бавно заради започващата финансова криза. Той предизвиква остри критики както от правителството на Гърция, така и сред местното население и природозащитници и през февруари 1990 година е официално прекратен. През 90-те години се правят нови, силно редуцирани, планове за използване на водите на Места, чрез изграждане на язовир и електроцентрала при Кремен, но и те остават нереализирани.

## Флора и фауна, защитени територии

### Флора
Около половината от водосборния басейн на река Места е заета от гори. Те представляват 49% от водосбора, заемат обща площ от около 1200 km2 и са разположени в планинския пояс до около 2000 m надморска височина. От тях 68% са иглолистни, 6% са широколистни и 26% – нискостеблени.
- Иглолистните гори са представени от бор, ела, смърч, бяла и черна мура. Заемат високите части на Рила над Якоруда, североизточната част на Пирин над Банско и Разлог и Западните Родопи. Поречието на реката е единственото място в България със сериозно разпространение на бяла и черна мура. Те обхващат широк горски пояс над Банско и Разлог.
- Широколистните гори са основно букови и обхващат отделни неголеми петна около Якоруда и водосбора на река Златарица. Единствената букова гора с по-голяма площ се намира по горното течение на Корнишка река и нейните притоци.
- Нискостеблените гори са групирани в отделни неголеми горички край Разлог и по долното течение на р. Места.[4]

В долното течение на реката на гръцка територия се полагат усилия за възстановяване на автентичния вид на унищожената природа. По делтата върху 60 хектара са засадени нови гори с типични за местността дървесни видове и храсти. Денивелацията между реката и върховете на скалите на някои места достига до 1000 m и това дава възможност там да виреят най-различни типове гори – средиземноморски, влажни и планински.

### Фауна
Горното и средно течение на Места, на територията на България, се обитават от маришка мряна (Barbus cyclolepis), черна мряна, костур, кротушка, клен (речен кефал), скобар, щипок, а в последните години – и щука. Тук могат да се срещнат още речна и дъгова пъстърва, шаран и речна змиорка.
Делтата на Места е известна главно с големия брой на редки и защитени птици – над 220 вида. Впечатляваща е и с уникалната си дива природа и биологичното разнообразие от видове. Обитавана е от около 320 вида птици, измежду които редки видове орли, пеликани, ибиси, както и постоянна популация от над 5000 розови фламинго. Наличието на различни видове гори е предпоставка за сериозно разнообразие от животински и растителни видове.
Влечугите са представени от голямо количество костенурки.

### Защитени територии
В България районът на Места през 2007 г. е обявен както за защитена зона за опазване на дивите птици, така и за защитена зона за опазване на природните местообитания и на дивата флора и фауна.
От 1989 г. районът на делтата на реката в Гърция е защитен по Рамсарската конвенция за влажните зони с международно значение и по „Натура 2000“. Делтата е част от неотдавна създадения национален парк „Източна Македония и Тракия“. Той обхваща територия от около 1100 km2 от Кавала до община Родопи. В него са обединени още 2 големи и 18 малки сладководни езера, 22 сладководни и солени лагуни с обширни солени блата, обрасли с тръстики, както и 50 km с пясъчни дюни по крайбрежието.
В град Хрисуполи, дем Кавала, през 1990 г. е създаден музей за защита на природата на р. Нестос (Места). В него е изнесена полезна информация за влажните лонгозни гори и екосистемите на делтата на реката. В градината на музея могат да се видят модели на пясъчните дюни, езерата и естествената растителност край реката във вид на хербаризирани растения, храсти и дървета.

## Топографска карта
- Лист от карта K-34-72. Мащаб: 1 : 100 000.
- Лист от карта K-34-84. Мащаб: 1 : 100 000.
- Лист от карта K-34-96. Мащаб: 1 : 100 000.
- Лист от карта K-35-85. Мащаб: 1 : 100 000.
- Лист от карта K-35-97. Мащаб: 1 : 100 000.
- Лист от карта K-35-98. Мащаб: 1 : 100 000.
- Лист от карта K-35-110. Мащаб: 1 : 100 000.